# The Image of You
The Image of You è un film del 2024 diretto da Jeff Fisher e basato sull'omonimo romanzo di Adele Parks.

## Trama
Anna e Zoe sono due sorelle gemelle che si sostengono a vicenda e hanno personalità contrapposte. Anna è gentile, ingenua, lavora in un centro di volontariato e sogna l’amore vero. Zoe, invece, è la sorella selvaggia, sarcastica, sessualmente libera e priva di freni. Il legame tra loro è morboso e simbiotico, al punto da condizionare ogni scelta. All'età di trentun anni, Anna apre un profilo su un sito di incontri con lo scopo di trovare un marito. All'annuncio risponde Nick e tra i due scatta subito una scintilla che li porta a proseguire la relazione. Quando la madre di Nick viene portata in ospedale per un problema all'anca, si scopre che è malata di tumore. Nick, di fronte alla realtà, decide di chiedere ad Anna di sposarlo, anche se si frequentano da sole sei settimane, e lei accetta. Zoe, però, non è contenta e pensa che Nick sia un donnaiolo, così decide di metterlo alla prova invitandolo a pranzo e seducendolo. Tra i due inizia una relazione fisica. Nel frattempo Anna si concentra sull'organizzazione del matrimonio con l'aiuto della sorella e di Rebecca, la sorella di Nick. Rebecca, che inizia ad avere dei dubbi su Anna, decide di incontrare i suoi genitori e David le rivela una verità scioccante. Per proteggere il fratello, all'oscuro di tutto, decide di affrontare Anna, ma le cose non vanno come previsto. Nick, non riuscendo a trovare Rebecca, si reca da Anna e la trova a terra; viene colpito facendogli perdere i sensi. Quando si riprende, si trova davanti Zoe, che lo ricatta e lo costringe a liberarsi del corpo in un forno inceneritore. Sconvolto dall'accaduto, Nick si dirige dai genitori di Anna, ma prima di poter suonare il citofono viene chiamato in disparte da David, che gli rivela la verità sulla figlia. Zoe è morta da anni, si è suicidata, e da allora Anna ha continuato a impersonarla per negare la perdita e mantenere vivo un legame malato. L’uomo con cui ha parlato, amato e tradito non ha mai conosciuto due gemelle, ma una sola donna che alternava due identità. Il corpo che ha incenerito non era quello di Anna, ma di sua sorella, uccisa per aver scoperto la verità. Anna è in casa e tra i due scaturisce una colluttazione nella quale David viene accoltellato e Nick viene colpito alla testa da Alexia, la madre di Anna, facendogli perdere i sensi. Madre che arriva a proteggere la follia della figlia pur di non perdere ciò che resta della sua famiglia. Quando Nick si risveglia, all'esterno dell'abitazione ci sono le luci lampeggianti della polizia e lui si dirige verso di loro, senza rendersi conto che ha in mano il coltello con il quale è stato assassinato David. Di fronte a lui, insieme alla polizia, ci sono Anna e sua madre che lo incolpano dell'omicidio e la polizia lo arresta. La scena conclusiva (Anna che confessa sottovoce a sua madre di aver voluto punire Zoe perché le aveva rubato un ragazzo) non solo chiude il cerchio, ma lascia allo spettatore una verità disturbante: in questo thriller dell’identità, il male ha sempre avuto il volto più innocente.

## Promozione
Il primo trailer è stato diffuso il 1º aprile 2024.

## Distribuzione

### Data di uscita
Il film è stato distribuito nelle sale britanniche il 1º maggio 2024 e in quelle australiane e nordamericane il 10 maggio successivo. In Italia è stato distribuito direct-to-video il 3 aprile 2025.

### Divieti
Negli Stati Uniti d'America la MPAA ha classificato il film come vietato ai minori di 17 anni non accompagnati da un adulto (R) per scene contenenti contenuti sessuali/nudità, linguaggio non appropriato e alcuni episodi di violenza.

### Edizione italiana
La direzione del doppiaggio e i dialoghi italiani sono curati da Oreste Baldini per conto di Pumais Due che si è occupata anche della sonorizzazione.

## Accoglienza

### Critica
Sull'aggregatore di recensioni Rotten Tomatoes il film riceve il 63% delle recensioni positive.